# LPO (historietista)
Luis Pérez Ortiz (León, 6 de agosto de 1957) que firma como LPO, es un ilustrador, historietista y novelista español.

## Biografía
Perteneciente a una familia de artistas que en 1965 se traslada a Madrid, estudia en el Instituto Ramiro de Maeztu y se licencia en Bellas Artes y Filosofía. Inicia su carrera profesional en la revista satírica El Cocodrilo en 1975. Publicó numerosas ilustraciones en el semanario Interviú, también historietas en El Papus, Bang!, Troya y Madriz, pero tras el cierre de ésta en 1987, se ha dedicado sobre todo a la ilustración en la Revista de Libros y el diario El Mundo, además de publicar las novelas La escondida senda (1998), Apuntes de Malpaís y Balneario de almas, para la editorial Lengua de Trapo.

## Estilo
Jesús Cuadrado, por su parte, ha destacado su "limpieza del gestus".